# River Trail
Pour les articles homonymes, voir River.
Le River Trail est un sentier de randonnée américain dans le comté de Coconino, en Arizona. Protégé au sein du parc national du Grand Canyon, il est lui-même classé National Recreation Trail depuis 1981.